# مازاواتي تي
مازاواتي تي Mazawattee Tea Company كانت شركة شاي، وواحدة من أهم شركات الشاي وأشهرها في  المملكة المتحدة في أواخر القرن التاسع عشر. 
أسستها عائلة دينسهام في عام 1887.